# Reino Unido en los Juegos Olímpicos de Berlín 1936
El Reino Unido estuvo representado en los Juegos Olímpicos de Berlín 1936 por un total de 208 deportistas que compitieron en 17 deportes.  
El portador de la bandera en la ceremonia de apertura fue el remero Jack Beresford.

## Medallistas
El equipo olímpico británico obtuvo las siguientes medallas:
| Nombre                                                                                | Deporte           | Competición                |
| ------------------------------------------------------------------------------------- | ----------------- | -------------------------- |
| Oro                                                                                   |                   |                            |
| Harold Whitlock                                                                       | Atletismo         | 50 km marcha M             |
| Godfrey Brown Godfrey Rampling Freddie Wolff Bill Roberts                             | Atletismo         | 4 × 400 m M                |
| Jack Beresford Dick Southwood                                                         | Remo              | Doble scull (M2x) M        |
| Miles Bellville Christopher Boardman Russell Harmer Charles Leaf Leonard Martin       | Vela              | 6 Metre M                  |
| Plata                                                                                 |                   |                            |
| Godfrey Brown                                                                         | Atletismo         | 400 m M                    |
| Donald Finlay                                                                         | Atletismo         | 110 m vallas M             |
| Audrey Brown Barbara Burke Eileen Hiscock Violet Olney                                | Atletismo         | 4 × 100 m F                |
| Ernest Harper                                                                         | Atletismo         | Maratón M                  |
| Dorothy Tyler-Odam                                                                    | Atletismo         | Salto de altura F          |
| Equipo                                                                                | Polo              | Torneo M                   |
| Alan Barrett Thomas Bristow Peter Jackson John Sturrock                               | Remo              | Cuatro sin timonel (M4-) M |
| Bronce                                                                                |                   |                            |
| Harry Hill Ernest Johnson Charles King Ernest Mills                                   | Ciclismo en pista | Persecución por eqs. M     |
| Alec Scott (Bob Clive) Edward Howard-Vyse (Blue Steel) Richard Fanshawe (Bowie Knife) | Hípica            | Concurso completo por eqs. |
| Peter Scott                                                                           | Vela              | O-Jolle M                  |